# Den hemmelighetsfulle leiligheten
Den hemmelighetsfulle leiligheten è un film del 1948, diretto da Tancred Ibsen, con Einar Vaage, basato sul racconto omonimo di Kristian Elster. 